# Piotr Wilczyński
Piotr Lech Wilczyński (ur. 12 kwietnia 1983 w Nowym Mieście nad Pilicą) – polski geopolityk, doktor geografii społeczno-ekonomicznej, nauczyciel akademicki, oficer rezerwy Wojska Polskiego, prezes Polskiego Towarzystwa Geopolitycznego.
Specjalizuje się w problematyce wydobycia surowców mineralnych, ruchów narodowowyzwoleńczych, neokolonializmu i neoimperializmu. Analityk stosunków międzynarodowych wokół rejonów zamieszkiwanych przez narody nieposiadające własnych państw. Specjalista ds. konfliktów etnicznych.

## Życiorys
Urodził się 12 kwietnia 1983 w Nowym Mieście nad Pilicą. W 1998 roku ukończył Szkołę Podstawową nr 1 w Kielcach. W 2001 roku ukończył I LO Collegium Gostomianum w Sandomierzu. W 2000 roku reprezentował Polskę na Międzynarodowej Olimpiadzie Geograficznej w Seulu, zdobywając złoty medal.

### Wykształcenie
Absolwent Uniwersytetu Warszawskiego na kierunkach stosunki międzynarodowe oraz geografia. Uzyskał stopień doktora nauk społecznych w zakresie geografii społeczno-ekonomicznej, broniąc pracę pt. „Wielkość terytorium a bezpieczeństwo narodowe w świetle współczesnej techniki wojskowej” (2013) oraz doktora nauk o wojskowości, w zakresie geostrategii broniąc pracę pt. „Uwarunkowania geograficzne i zróżnicowanie regionalne konfliktów zbrojnych na świecie po II wojnie światowej” (2012). Certyfikowany instruktor strzelectwa.

### Kariera naukowa
Od 2013 roku adiunkt na Uniwersytecie im. Komisji Edukacji Narodowej w Krakowie. Autor licznych publikacji, badań oraz projektów, w tym książek i opracowań eksperckich, opiekun naukowy Studenckiego Koła Geopolityków UKEN oraz opiekun roku na studiach geopolitycznych. Organizator konferencji i członek komisji rekrutacyjnej. Założyciel pierwszego w Polsce kierunku studiów lic. i mgr. z zakresu geopolityki. Prezes Polskiego Towarzystwa Geopolitycznego (2014), przewodniczący oddziału terenowego PTG Kraków, recenzent prac naukowych, ekspert, członek jury konkursowego, organizator cyklicznej konferencji naukowej „Zjazd Geopolityków Polskich”, organizator Międzynarodowych Olimpiad Geopolitycznych.

## Publikacje
Piotr Lech Wilczyński jest autorem prac z zakresu spraw narodowościowych, geografii ekonomicznej, w tym „Geografii przemysłu zbrojeniowego Europy”, która uzyskała tytuł Książki Geopolitycznej Roku 2019.

### Publikacje
- Wilczyński, P. L. (2019). Geografia przemysłu zbrojeniowego Europy, Polskie Towarzystwo Geopolityczne, Kraków.
- Wilczyński, P. L. (2023). Pochodzenie, teraźniejszość i przyszłość narodów, Przegląd Geopolityczny, 46, s. 42-69.
- Wilczyński, W. J. (2022). Pierwsze uniwersyteckie studia geopolityczne w Polsce, Przegl¹d Geopolityczny, 42, s. 9-13.

## Ordery, odznaczenia i wyróżnienia
- Przyznanie Nagrody Honorowej PTG im. Oskara Żebrowskiego (2020)
- Wygrana w konkursie „Książka Geopolityczna Roku” (2020)
- Odznaczenie Medalem za wzorową służbę na rzecz Wojska Polskiego (2019)
- Odznaczenie Medalem „Sport w służbie Ojczyzny” (2019)
- Przyznanie Diamentowej „Odznaki za Zasługi dla Geopolityki Polskiej” (2018)
- Złoty medal na Międzynarodowej Olimpiadzie Geograficznej w Seulu (2000)